# Coleophora ledi
Coleophora ledi is een vlinder uit de familie kokermotten (Coleophoridae). De wetenschappelijke naam is voor het eerst geldig gepubliceerd in 1860 door Stainton.
De soort komt voor in Europa.